# Long quy

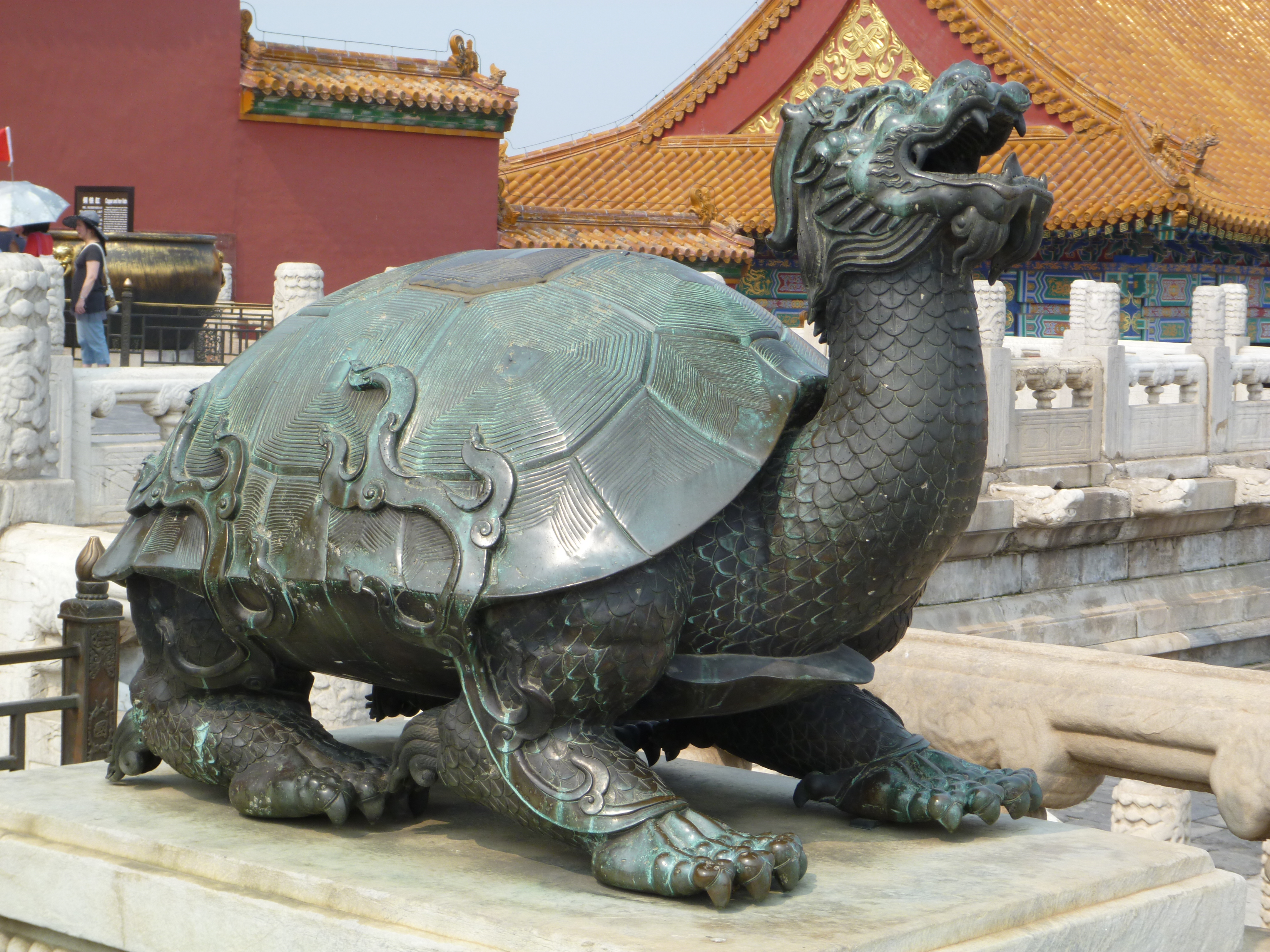
Tượng long quy ở Trung Quốc

Long quy (Wiktionary:龙龟/Wiktionary:龍龜, Lóngguī, hay còn gọi là rùa đầu rồng) là một sinh vật truyền thuyết Trung Quốc kết hợp hay trong bốn tứ tượng của thần thoại Trung Quốc: sinh vật này có thân là con rùa với đầu là con rồng được xem là một vật trang trí có ý nghĩa về mặt phong thủy, tượng trưng cho lòng can đảm, quyết tâm, khả năng sinh sản, tuổi thọ, sức mạnh, thành công và hỗ trợ. Các chạm khắc trang trí hoặc tượng nhỏ của sinh vật theo truyền thống được đặt đối diện với cửa sổ.
Long quy đôi khi xuất hiện trong một số phiên bản trong trò chơi nhập vai trên tablet Dungeon. Một con rùa đầu rồng xuất hiện trong tập phim hoạt hình  Dungeon năm 1983, "The Garden of Zinn", vết cắn độc của nó tạo nên các sự kiện của tập phim.